# Rolf-Dieter Amend
Rolf-Dieter Amend (Magdeburgo, 21 de marzo de 1949-Potsdam, 4 de enero de 2022) fue un deportista de la RDA que compitió en piragüismo en la modalidad de eslalon.
Participó en los Juegos Olímpicos de Múnich 1972, obteniendo una medalla de oro en la prueba de C2 (haciendo pareja con Walter Hofmann). Ganó tres medallas en el Campeonato Mundial de Piragüismo en Eslalon entre los años 1971 y 1975.

## Palmarés internacional
| Juegos Olímpicos   | Juegos Olímpicos    | Juegos Olímpicos | Juegos Olímpicos |
| Año                | Lugar               | Medalla          | Competición      |
| ------------------ | ------------------- | ---------------- | ---------------- |
| 1972               | Múnich (RFA)        | Medalla de oro   | C2 individual    |
| Campeonato Mundial |                     |                  |                  |
| Año                | Lugar               | Medalla          | Competición      |
| 1971               | Merano (Italia)     | Medalla de oro   | C2 por equipos   |
| 1971               | Merano (Italia)     | Medalla de plata | C2 individual    |
| 1975               | Skopie (Yugoslavia) | Medalla de oro   | C2 por equipos   |